# Fórmula de monotonicidad de Huisken
En geometría diferencial, la fórmula monotonicidad de Huisken establece que, si una superficie {\displaystyle n-}dimensional en un espacio euclidiano {\displaystyle (n+1)-}dimensional sufre un flujo de curvatura promedio, entonces su convolución con una escala apropiada y con inversión del tiempo kernel de calor no es en aumento. El resultado lleva el nombre de Gerhard Huisken, quien lo publicó en 1990.
Específicamente, el núcleo de calor reversible en el tiempo {\displaystyle (n+1)-}dimensional que converge a un punto {\displaystyle x_{0}} en el tiempo {\displaystyle t_{0}} puede estar dado por la fórmula
Luego, la fórmula de monotonicidad de Huisken da una expresión explícita para la derivada de
donde {\displaystyle \mu } es el elemento de área de la superficie en evolución en el tiempo {\displaystyle t}. La expresión implica la negación de otra integral, cuyo integrando es no negativo, por lo que la derivada es no positiva.
Normalmente, {\displaystyle x_{0}} y {\displaystyle t_{0}} se eligen como el tiempo y la posición de una singularidad de la superficie en evolución, y la fórmula de monotonicidad se puede utilizar para analizar el comportamiento de la superficie a medida que evoluciona hacia esta singularidad. En particular, las únicas superficies para las cuales la convolución con el núcleo de calor permanece constante en lugar de disminuir son las que se mantienen auto-similares a medida que evolucionan, y la fórmula de monotonicidad puede usarse para clasificar estas superficies.
Grigori Perelman obtuvo fórmulas análogas para el flujo de Ricci.